# Palestina (São Paulo)
Palestina é um município brasileiro do estado de São Paulo. O município é formado pela sede, pelos distritos de Duplo Céu e Jurupeba e pelo povoado de Boturuna. A cidade faz parte da região metropolitana de São José do Rio Preto.

## História
De acordo com os registros históricos do município, Palestina foi fundada pelo espanhol Valentim Álvares, em 1º de abril de 1922, quando ficou resolvido a constituição de um patrimônio sob a denominação de “São João da Palestina”, onde ele doou parte de sua propriedade para o patrimônio, reservando um quarteirão para que se construísse nele a igreja. Algum tempo depois o nome São João da Palestina foi mudado para Nova Palestina e, em seguida para Palestina.
Palestina tornou-se distrito pela Lei 2.236 de 22 de dezembro de 1927, no município de Nova Granada, sendo elevado a município pela Lei 2.782 de 23 de dezembro de 1936. O município de Palestina foi instalado no dia 03 de maio de 1937.
Pelo Decreto nº 10.001 de 24/02/1939 o município de Palestina foi dividido em 3 zonas: 1ª zona - Palestina, 2ª zona - Santa Filomena, 3ª zona - Guarda Mor. O Decreto-Lei n° 14.334 de 30/11/1944 transformou as zonas em Distritos e mudou-lhes os nomes: Santa Filomena passou a denominar-se Boturuna e Guarda Mor passou a denominar-se Jurupeba. E pelo mesmo Decreto-Lei foi criado o distrito de Duplo Céu.

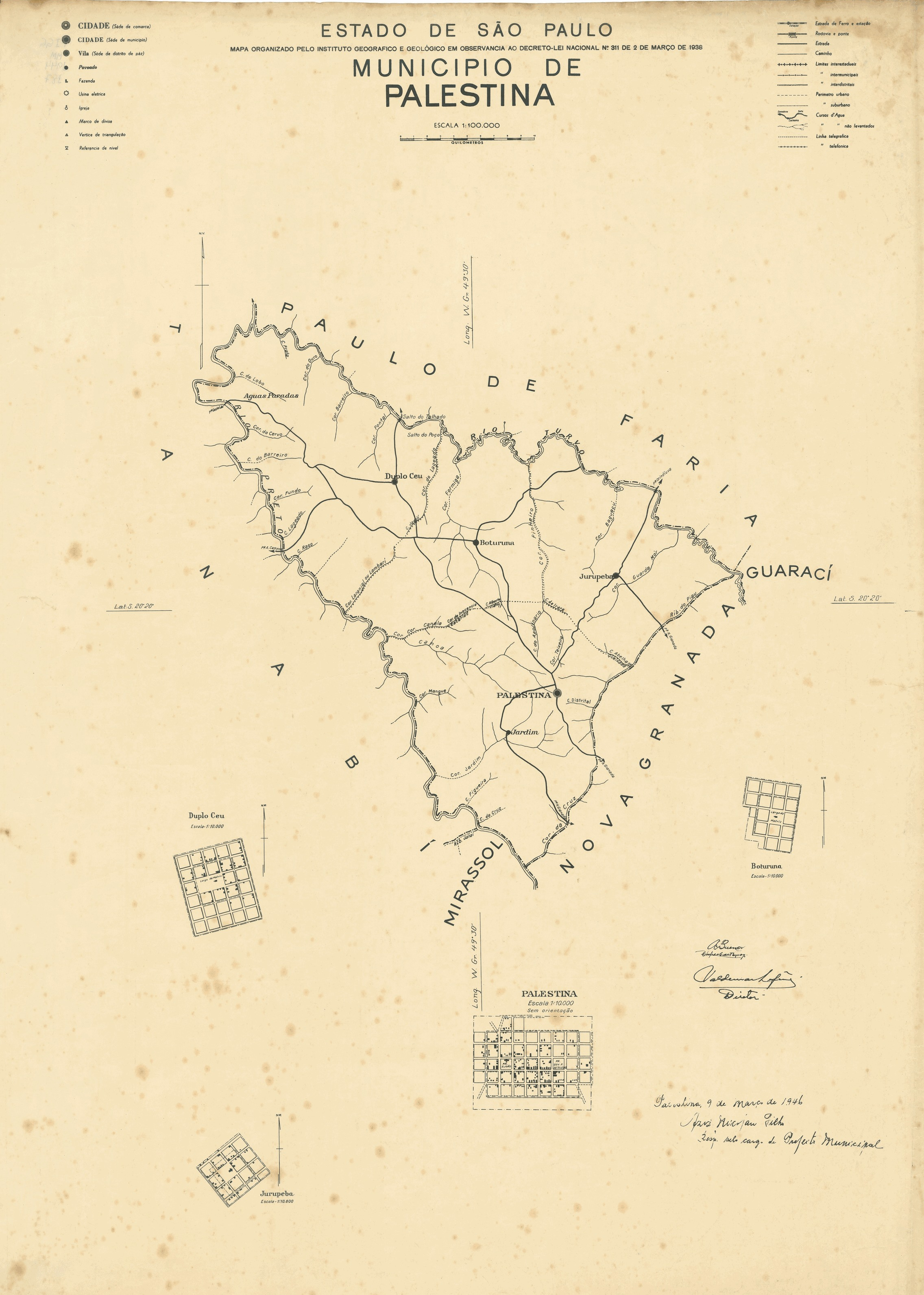
Mapa de Palestina (1944).

Finalmente pela Lei nº 8092 de 19 de janeiro de 1969 foi criada a comarca de Palestina.

## Geografia
Localiza-se no norte do estado, na latitude 20º23'24" sul e na longitude 49º25'59" oeste, estando a uma altitude de 550 metros. Possui uma área de 695,5 km².

### Hidrografia
- Rio Preto
- Rio Turvo

### Rodovias
- SP-423

## Demografia

### População
| Crescimento populacional                             | Crescimento populacional | Crescimento populacional | Crescimento populacional |
| Ano                                                  | População Total          |                          | %±                       |
| ---------------------------------------------------- | ------------------------ | ------------------------ | ------------------------ |
| 1937                                                 | 12 248                   |                          | —                        |
| 1940                                                 | 12 265                   |                          | 0,1%                     |
| 1946                                                 | 11 263                   |                          | −8,2%                    |
| 1950                                                 | 11 876                   |                          | 5,4%                     |
| 1958                                                 | 11 203                   |                          | −5,7%                    |
| 1960                                                 | 14 487                   |                          | 29,3%                    |
| 1970                                                 | 12 129                   |                          | −16,3%                   |
| 1980                                                 | 9 018                    |                          | −25,6%                   |
| 1991                                                 | 9 011                    |                          | −0,1%                    |
| 2000                                                 | 9 100                    |                          | 1,0%                     |
| 2010                                                 | 11 051                   |                          | 21,4%                    |
| 2022                                                 | 11 476                   |                          | 3,8%                     |
| Est. 2024                                            | 11 689                   | [ 10 ]                   | 1,9%                     |
| Fontes: Censos Demográficos IBGE e Estimativas SEADE |                          |                          |                          |

### Dados demográficos
Dados do Censo - 2010
População total: 11.051
- Urbana: 9.188
- Rural: 1.863
- Homens: 5.595[14]
- Mulheres: 5.456

Densidade demográfica (hab./km²): 15,89
Taxa de alfabetização: 91,7%
Dados do Censo - 2000
- Mortalidade infantil até 1 ano (por mil): 15,25
- Expectativa de vida (anos): 71,55
- Taxa de fecundidade (filhos por mulher): 2,21
- Índice de Desenvolvimento Humano (IDH-M): 0,764
- IDH-M Renda: 0,688
- IDH-M Longevidade: 0,776
- IDH-M Educação: 0,827

(Fonte: IPEADATA)

## Política e administração
- Prefeito: Fernando Luis Semedo (PP, 2016/2020) - PRESO EM DEZEMBRO/2020
- Vice-prefeito:Reinaldo Aparecido Cunha (PSDB)
- Presidente da câmara: ?

## Infraestrutura

### Comunicações
O sistema de telefones automáticos foi inaugurado na cidade em 1974 pela Telecomunicações de São Paulo (TELESP), que também implantou o sistema de discagem direta à distância (DDD) em 1985 com o código de área (0172).
Na década de 90 o código DDD da cidade foi alterado para (017), para padronização do sistema telefônico com a telefonia celular que estava sendo implantada em todo o estado.

## Pessoas ilustres
- Romarinho, futebolista.[18][19]

## Religião
O Cristianismo se faz presente na cidade da seguinte forma:

### Igreja Católica
- A igreja faz parte da Diocese de São José do Rio Preto.[21]

### Igrejas Evangélicas
- Assembleia de Deus Ministério do Belém.[22][23]
- Congregação Cristã no Brasil.[24]
- Igreja Presbiteriana Independente do Brasil.[25]